# ۱۰ دقیقه (ترانه اینا)
۱۰ دقیقه (به انگلیسی: 10 Minutes) تک‌آهنگی از اینا که در سال ۲۰۱۰ میلادی منتشر شد.
این تک‌آهنگ در چارت‌های،  جزو ده ترانه اول قرار گرفت.